# Gymnocarpe de Robert
Gymnocarpium robertianum
Espèce
Le Gymnocarpe de Robert (Gymnocarpium robertianum) est une fougère.
Elle produit des frondes solitaires se formant sur un rhizome rampant souterrain. Les frondes sont tripennées en forme de triangle isocèle. Elle est abondante par place sur gravats calcaires et rupicole sur roches calcaires, plutôt en montagne.

## Statut
Elle est protégée en Algérie.